# Ilan Laufer
Harry Ilan Laufer (ebraică אילן לאופר; n. 16 august 1983, București, România) este un politician român cu origini evreiești, care a deținut funcția de ministru pentru mediul de afaceri, comerț și antreprenoriat între 29 iunie 2017 și 29 ianuarie 2018 în Guvernul Mihai Tudose.

## Biografie
Conform declarației sale publice din 20 noiembrie 2018, Ilan Laufer s-a născut în București din părinți de naționalitate română, la maternitatea Polizu. Conform ziarului Jerusalem Post, acesta însă s-a născut în Israel, la Rishon LeZion. Datorită controversei create, Laufer și-a publicat certificatul de naștere în care scrie că e născut în București A absolvit Academia Națională de Educație Fizică și Sport.

## Activitate

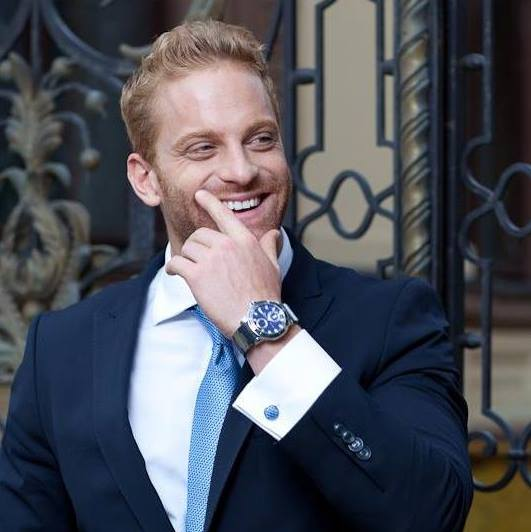
Ilan Laufer

Prin firma de consultanță imobiliară H&L Retail Group deținută de acesta, a intermediat intrarea retailerului de îmbrăcăminte H&M pe piața din România. A contribuit la dezvoltarea brandului Zara în țară și a celorlalte nume din portofoliul companiei Inditex.
A lucrat pentru Guvernul României în calitate de consilier la Departamentul pentru Întreprinderi Mici și Mijlocii, Mediu de Afaceri și Turism în perioada 2013-2014, inclusiv în mandatul de ministru delegat în Cabinetul Ponta al fostului său șef, Florin Jianu, care a demisionat din Guvernul Grindeanu în contextul scandalului politic privind modificarea Codului Penal.

### Activitate politică
La finele anului 2019, Laufer a fondat Platforma Social Liberală (PSL), un partid politic de centru. Partidul se autoidentifică drept social-liberal, fiind dispus să colaboreze atât cu partide de stânga, cât și de dreapta.